# Conca del Congo
La conca del Congo és la conca hidrogràfica i sedimentària del riu Congo, a l'Àfrica equatorial occidental. Congo és un nom tradicional per a la zona equatorial de l'Àfrica entre el golf de Guinea i els grans llacs d'Àfrica. Conté algunes de les selves pluvials més grans al món. Estats que són completament o parcial a la regió del Congo són: Angola, Camerun, República Centreafricana, República Democràtica del Congo, República del Congo, Burundi i Ruanda. La conca comença a les terres altes del sistema del rift de l'Àfrica oriental amb aportacions des dels rius Chambeshi, Uele i Ubangi en els trams superiors, i el riu Lualaba a l'àrea central. A causa de l'edat jove i gran activitat del rift de l'Àfrica oriental a les terres altes de la conca, la càrrega de sediment anual del riu és molt gran, tot i que la conca ocupa grans àrees de baix relleu en gran part de la seva àrea.

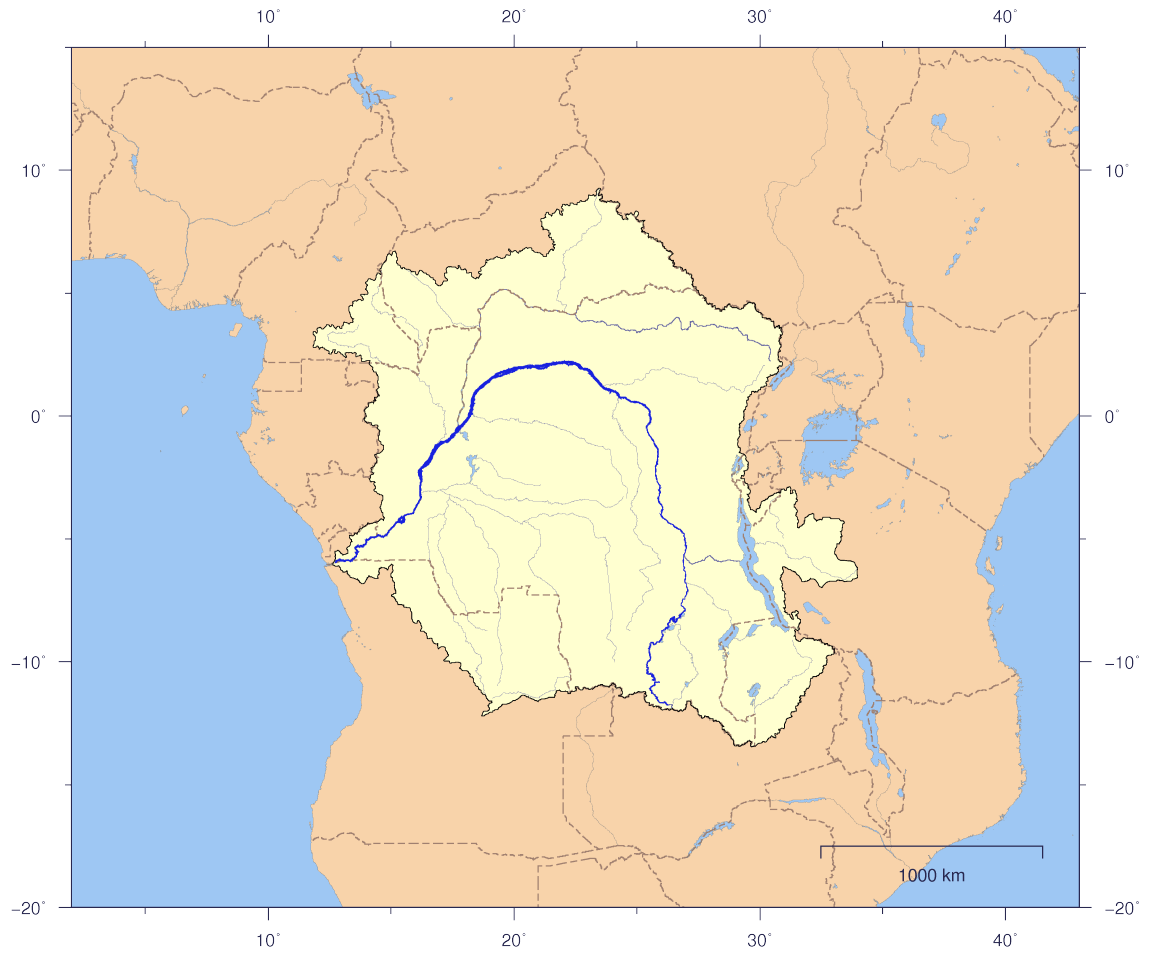
El curs i conca del riu del Congo amb els països remarcats

La conca té un total de 3,5 milions de quilòmetres quadrats i és la llar d'alguns dels hàbitats més tranquils i més grans de selva tropical del planeta, a més a més de tenir grans pantans. La conca acaba on el riu buida la seva càrrega al golf de Guinea a l'oceà Atlàntic. El clima és equatorial tropical, amb dues estacions de pluges amb precipitacions molt altes, i altes temperatures tot l'any. A la conca hi habita el goril·la de muntanya, espècie amenaçada.
Originàriament, els vessants del riu Congo eren poblats per pigmeus, però posteriorment, bantus immigrats a la zona des de l'Àfrica occidental s'hi establiren i fundaren el Regne del Congo. Portugal, França i Bèlgica establiren control colonial sobre la regió sencera a finals del segle xix.